# Gavarnie-Gèdre
Gavarnie-Gèdre è un comune francese di 377 abitanti del dipartimento degli Alti Pirenei della regione dell'Occitania.
È stato creato il 1º gennaio 2016 dalla fusione dei preesistenti comuni di Gavarnie e Gèdre.
Il capoluogo è la località di Gèdre.
È il comune frances più meridionale fra quelli attraversati dal Meridiano di Greenwich.